# Шоссе (фильм, 1988)
«Шоссе́» или «Фривей» (англ. Freeway) — американский фильм 1988 года режиссёра Фрэнсиса Делиа. Снят на основе одноимённого романа писателя Диэнн Баркли, основанного на реальных событиях — нескольких убийствах, осуществлённых преступником-маньяком на автомобильных магистралях Лос-Анджелеса в начале 80-х годов XX века.
Фильм также известен под названием «Магистраль». Отечественные кинокритики определяют жанр этого фильма как приключенческий триллер и мрачный мегаполис-триллер. Премьера фильма состоялась 2 сентября 1988 года в США в Нью-Йорке.

## Сюжет
На скоростной автомагистрали в Лос-Анджелесе часто происходят убийства. Полиция никак не может найти убийцу. Убийцей же является сумасшедший снайпер с манией величия, который называет себя слугой Бога. Он так и говорит, когда звонит в полицию сообщить о новом убийстве: «Я — Слуга Божий!», «Я — Рука Господа!».
Каждую следующую жертву преступник выбирает наугад и убивает из огнестрельного оружия. Кроме того, маньяк слушает ток-шоу на радио, которое ведёт доктор-психиатр Дэвид Лазарус. Доктору убийца говорит: «Я — Странник! У меня есть сила и власть. Время изменить этот мир пришло».
Сара Харпер — обычная медсестра, её жених и любовник был убит этим психопатом на автомобильной магистрали Лос-Анджелеса. Она хочет, чтобы убийцу наказали. Сперва Сара обращается в полицию, но та оказывается бессильной. Тогда женщина решает самостоятельно найти преступника и отомстить ему за убийство возлюбленного.

## В ролях
- Дарлэнн Флюгел — Сара «Санни» Харпер
- Джеймс Руссо — Фрэнк Квинн
- Билли Драго — Эдвард Энтони Хеллер
- Ричард Белзер — доктор Дэвид Лазарус
- Майкл Каллэн — лейтенант Бойль
- Джо Палезе — детектив Гомес
- Стив Фрэнкен — адвокат
- Кеннет Тоби — монсеньор Кавануг
- Брайан Кайзер — Морри
- Клинт Хауард — Ронни

## Другие названия
- Freeway
- Шоссе, Фривей, Магистраль
- Moottoritiemurhaaja
- Autostrada
- Freeway — Der wahnsinnige Highway-Killer
- Io vi ucciderò
- O Matador da Via Expressa